# لیلی نهاری
«لیلی نهاری» آلبومی از هنرمند اهل مصر عمرو دیاب است که در سال ۲۰۰۴ میلادی منتشر شد.